# Niedźwiada (gromada w powiecie łowickim)
Niedźwiada – dawna gromada, czyli najmniejsza jednostka podziału terytorialnego Polskiej Rzeczypospolitej Ludowej w latach 1954–1972.
Gromady, z gromadzkimi radami narodowymi (GRN) jako organami władzy najniższego stopnia na wsi, funkcjonowały od reformy reorganizującej administrację wiejską przeprowadzonej jesienią 1954 do momentu ich zniesienia z dniem 1 stycznia 1973, tym samym wypierając organizację gminną w latach 1954–1972.
Gromadę Niedźwiada siedzibą GRN w Niedźwiadzie utworzono – jako jedną z 8759 gromad na obszarze Polski – w powiecie łowickim w woj. łódzkim, na mocy uchwały nr 33/54 WRN w Łodzi z dnia 4 października 1954. W skład jednostki weszły obszary dotychczasowych gromad Niedźwiada, Klewków, Marianka, Świeryż I i Świeryż II ze zniesionej gminy Zduny, obszar dotychczasowej gromady Goleńsko ze zniesionej gminy Chąśno oraz wieś Małszyce z dotychczasowej gromady Małszyce ze zniesionej gminy Kompina w tymże powiecie. Dla gromady ustalono 25 członków gromadzkiej rady narodowej.
29 lutego 1956 z gromady Niedźwiada wyłączono kolonie Małszyce I, Małszyce II i Małszyce (część położoną między szosą biegnącą w kierunki osady Kiernozia i wsi Klewków z jednej strony, z drugiej zaś w kierunku miasta Łowicza, do ul. Żymirskiego tamże) włączając je do miasta Łowicza w tymże powiecie.
Gromada przetrwała do końca 1972 roku, czyli do kolejnej reformy gminnej.